# Альдегревер, Генрих
Генрих Альдегревер или Альдеграф, называемый также Альбертом Вестфальским (англ. Heinrich Aldegrever; 1502—1562) — немецкий живописец и гравёр XVI века, ученик школы Альбрехта Дюрера.
Генрих Альдегревер родился в 1502 году в Падерборне, в семье Германа Трипенмеккера, прозванного Альдегревером, который в 1527 году взял себе это имя. Генрих Альдегревер стал подписывать свои работы монограммой «AG» аналогично начертанию монограммы А. Дюрера, заменив букву D на G. Поэтому исследователи предполагают близкое знакомство Дюрера и Альдегревера.
Вследствие участия в реформационных движениях того времени вынужденный оставить родину, поселился в цветущем тогда городе Зоэсте (ныне Зост) в Северном Рейне — Вестфалии.
Там же в Зосте Генрих Альдегревер и скончался в 1562 году.
Картины его крайне редки, стиль их сухой и строгий, но полный выразительности и резкой характеристики. Те из них, которые находятся в галереях Вены, Мюнхена и Берлина, большей частью писаны с его гравюр, которых он оставил более трёхсот, главным образом в технике резца. Последние датируются главным образом периодом 1527—1541 гг. Они замечательны, тонкостью рисунка и разнообразием жанров: аллегорические, мифологические сюжеты, бытовые сцены. Альдегревер сочинял орнаменты, виньетки и шрифты, поэтому его причисляют к так называемым «мастерам малого формата», или кляйнмайстерам..